# Antonín Florentský
Antonín Florentský, Antonio Pierozzi, zvaný De Forciglioni, (1. března 1389 Florencie – 2. května 1459 Florencie) byl dominikánský mnich, florentský arcibiskup a vynikající právník.
Narodil se do rodiny notáře Mikuláše Pierozziho. Jeho rodina měla velký vliv na jeho křesťanskou a intelektuální výchovu.

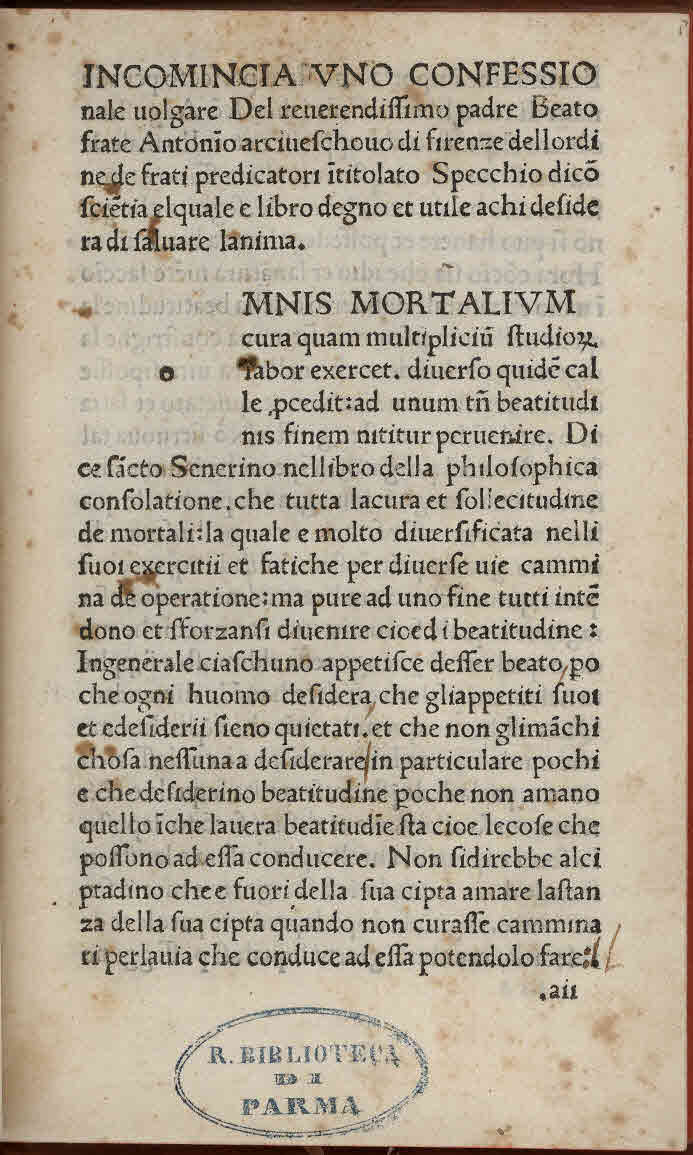
Confessionale, ca 1488-1490

## Život
V roce 1405 vstoupil do dominikánského řádu. Prvními stupni v jeho kariéře byly posty převora v italské Cortoně, ve Fiesole, v Neapoli a v klášteře Santa Maria sopra Minerva v Římě. Zde se také stal generálním revizorem a generálním vikářem dominikánů.
Při svém působení v Římě se Antonín spřátelil s papežem Evženem IV., který ho využíval jako rádce, a před svou smrtí Antonína povolal, aby se mu vyzpovídal a přijal svátost nemocných.

## Působení ve Florencii
Po návratu do Florencie se Antonín zúčastnil florentského koncilu, který ukončil schizma mezi západní a východní církví.
Za finanční podpory rodiny Medicejských založil ve Florencii klášter San Marco, který byl vyzdoben freskami dominikána Fra Angelica.
Roku 1446 byl Antonín jmenován florentským arcibiskupem. Podle pověsti neměl koně, ale jen mulu, na níž každý rok cestoval po své diecézi, kázal, učil a pomáhal chudým.
Když v roce 1447 vypukla ve Florencii morová nákaza a navíc došlo k zemětřesení, osobně pečoval o nemocné, umírající a o florentské rodáky, kteří přišli o střechu nad hlavou.
V posledních letech života se stal Antonín florentským vyslancem a papež Pius II. jej jmenoval do výboru pro reformu papežského dvora.
Po své smrti byl pochován v klášteře San Marko, který založil.
Kanonizován byl papežem Hadriánem IV. v roce 1523.
Svátkem tohoto světce se stal 10. květen.